# Iuri Arțutanov
Iuri N. Arțutanov (în rusă Юрий Николаевич Арцутанов; n. 5 octombrie 1929, Leningrad, RSFS Rusă, URSS – d. 1 ianuarie 2019, Sankt Petersburg, Rusia) a fost un inginer rus. Absolvent al Instituitului tehnologic din Leningrad, este cel mai bine cunoscut ca fiind unul dintre pionierii ideii de lift spațial.

## Vezi și
- Arthur C. Clarke